# Johann Jacob Tetzel
Johann Jacob Tetzel (Neurenberg, 6 oktober 1595 – aldaar, 19 juni 1646) was burgemeester van Neurenberg, gezant en militair geheimraad
Johann Jacob Tetzel von und zu Kirchensittenbach auf Vorra und Artelshofen, zoon van de geheimraad Carl Tetzel en Anna im Hof, begon zijn studie aan de Universiteit van Leiden in 1612. Hij promoveerde aldaar summa cum laude met een dissertatie Disputationem publicam de officio Judicis et publicis Judiciis. Hij vervolgde zijn studie in Jena en Altdorf en reisde onder meer naar Engeland en Frankrijk. Hij was bevriend met Paltsgraaf Frederik. In 1616 huwde hij met Magdalena, dochter van Erasim von Schwaben en Catharina Pilgramm. Uit dit huwelijk werden vier zonen en elf dochters geboren.

## Carrière
- 1620 - Aanvang van zijn militaire carrière.
- 1623 - Als gezant van vorst Christian von Anhalt naar Bamberg afgevaardigd bij de bisschoppelijke vorst.
- 1623 - Verkozen tot burgemeester van Neurenberg.
- 1625 - Benoemd tot assessor bij het beroepshof en tot voorzitter van het collegium Medici. Hij werd ook verkozen tot lid van de Württembergische raad. In de loop van de volgende jaren werd hij gezant bij de hertogen van Beieren.
- 1628 - Benoemd tot medewerker van graaf Crafften von Hohenlohe in Wenen.
- 1629 - Als militair geheimraad weer toegevoegd aan generaal Altringer in Praag. In dienst van de keurvorst wordt hij vaak naar München gestuurd en naar Zweden.
- 1632 - Deelnemer aan het evangelische Bonds-convent te Ulm.
- 1633 - Deelnemer aan het Heilbron-convent. Hij trad ook op als lid van de krijgsraad te Frankfurt en reisde naar Worms en Straatsburg om de vredebesprekingen van Praag voor te bereiden. Opnieuw tot burgemeester van Neurenberg benoemd, ging hij overleg plegen met de bisschoppen van Bamberg en met de raad van Regensburg.
- 1645 - Aangezocht om de vredesbesprekingen van Münster en Osnabrück voor te bereiden. Op deze vredesbesprekingen in Münster vergezelde hij Graaf von Trautmannsdorff en werkte hij samen met aartshertog Leopold Wilhelm van Oostenrijk.

- Gemeinsame Normdatei: 124821472
- Virtual International Authority File: 60026809
- WorldCat: E39PBJr7YcqQrjwMgf66KDBHG3